# Laboratoire de cyberjustice
Le Laboratoire de cyberjustice est une unité de recherche affiliée au Centre de recherche en droit public de l'Université de Montréal. Il a été créé en 2010 par le Professeur Karim Benyekhlef. Le Laboratoire de cyberjustice concentre son activité sur les relations entre les technologies de l'information, les nouvelles technologies et le droit, le tout dans une perspective multidisciplinaire.

## Description
Le Laboratoire analyse, entre autres, l'impact des technologies sur la justice et développe des outils adaptés à la réalité des systèmes judiciaires et extra-judiciaires. Pour ce faire, les chercheurs ont accès à une infrastructures simulant l'environnement des procédures judiciaires et des audiences, ce qui permet d'étudier comment l'utilisation des technologies de l'information peut avoir un impact positifs sur l’accès à la justice.
Le Laboratoire a notamment collaboré à des initiatives telles que la création du service de médiation électronique de l'Office de la protection du consommateur au Québec. Le laboratoire a également développé l'outil Justice Bot pour le compte du Tribunal administratif du logement.

## Infrastructure
Le Laboratoire abrite un réseau de deux salles d'audiences de hautes technologies, une à l'Université de Montréal et une à l'Université McGill, ainsi qu'une unité mobile, spécialement pensées pour la virtualisation des audiences judiciaires.
Cette infrastructure est complétée par des installations matérielles et logicielles qui permettent la capture, la diffusion et l’enregistrement de sources vidéos et audios pendant l'audience, que les participants soient présents dans la salle ou à distance. Cela rend possible l'étude des outils de visioconférence et d'échange à distance de l'information dans le cadre d'un procès.